# Paul Engle Prize
Der Paul Engle Prize, benannt nach dem US-amerikanischen Schriftsteller Paul Engle (1908–1991), ist ein US-amerikanischer Literaturpreis, der seit 2011 jährlich von der Stadt Iowa City in ihrem Dasein als UNESCO City of Literature verliehen wird. Ausgezeichnet werden Schriftsteller, die – nach dem Vorbild Paul Engles – innerhalb der Literaturwelt „Pioniergeist“ bewiesen haben und sich gleichzeitig mit „den größeren Fragen unserer Zeit“ beschäftigt hat und so „zu einer Verbesserung der Welt beigetragen“ haben. Der Preis ist Stand 2023 mit 25.000 US-Dollar dotiert, zudem erhalten die Preisträger ein einzigartiges Kunstwerk. Die Verleihung des Preises findet üblicherweise im Rahmen des Iowa City Book Festival statt. Der Preis wird unterstützt durch die Stadt Coralville. Paul Engle selbst ist als Gründungsdirektor und langjähriger Leiter des Iowa Writers’ Workshop an der University of Iowa eng verbunden mit der Stadt Iowa City und der lokalen Literaturszene.

## Preisträger
Die folgende Liste basiert auf der Liste der Preisträger auf der Webseite des Preises:
- 2011: James Alan McPherson
- 2012: keine Verleihung
- 2013: Kwame Dawes
- 2014: Luis Alberto Urrea
- 2015: Sara Paretsky
- 2016: Roxane Gay
- 2017: Alexander Chee
- 2018: Dina Nayeri
- 2019: Toi Derricotte und Cornelius Eady
- 2020: Eve L. Ewing
- 2021: Rebecca Solnit
- 2022: keine Verleihung[2]
- 2023: Joan Kane
- 2024: Camille Dungy